# Gustav Malmros
Gustav Jacob Malmros (* 14. August 1812; † 6. Mai 1875 in Kiel) war ein deutscher Richter. 

## Leben
Malmros studierte Rechtswissenschaft zunächst an der Georg-August-Universität Göttingen. Dort war er Renonce der Holsatia. Er wechselte an die Ruprecht-Karls-Universität Heidelberg und wurde 1830 im dortigen Corps Hanseatia aktiv. Er ging schließlich an die heimatliche Christian-Albrechts-Universität zu Kiel und  schloss sich 1832 auch dem Corps Slesvico-Holsatia an. In der Provinz Schleswig-Holstein war er zuletzt Vizepräsident des Appellationsgerichts Kiel. Als Kronsyndikus der Krone Preußen wurde er 1872 in das Preußische Herrenhaus berufen. Malmros wurde mit dem Titel des Geh. Oberjustizrats geehrt. 